# Akhetaâ
Akhetaâ (Achtiaa ou Aa-Akhti ) est un ancien haut fonctionnaire égyptien du milieu ou de la fin de la IIIe dynastie (période de l'Ancien Empire). Il est surtout connu pour ses inscriptions funéraires, qui font référence à divers titres rarement utilisés ainsi que du roi Nebka, dans le culte duquel Akhetaâ servait.

## Famille
Akhetaâ est marié à la « confidente du roi », Méretenes. Cette femme est peut-être la première de l'Ancien Empire à être honorée de la version féminine du titre aristocratique de « confident du roi ».

## Titres
En tant que haut fonctionnaire et prêtre, Akhetaâ porte plusieurs titres, : 
- « Grand des dix de Haute-Égypte » (égyptien : Wr-mḏ-s̆mˁw)[5],
- « Confident du roi » (égyptien : Rḫ-nsw.t),
- « Compagnon de la maison royale » (égyptien : Smr-pr-nsw.t)[6],
- « Au courant de tous les secrets et affaires du roi » (égyptien : Ḥrj-ss̆.tȝ-nb-ḫt-nb.t-n-nsw.t)[7],
- « Directeur de la salle à manger (palatine) » (égyptien : Ḫrp-zḥ)[6],
- « Directeur du trône » (égyptien : Ḫrp-ns.t)[6],
- « Élève du roi » (égyptien : Sḏtj-nsw.t)[6],
- « Gouverneur du domaine » (égyptien : Ḥḳȝ-ḥw.t-ˁȝt)[6],
- « Directeur des domaines de la couronne rouge » (égyptien : Ḫrp-ḥw.w.t)[6],
- « Directeur des bassins jumeaux de la maison royale » (égyptien : Ḫrp-mr.wy-pr-wr),
- « Promoteur de Kenmout » (égyptien : Jwn-knmw.t),
- « Serviteur du Dieu Akhty » (égyptien : Ḥm-nṯr-ȝḫty),
- « Serviteur de Dieu dans le temple du roi Nebka » (égyptien : Ḥm-nṯr-ḥw.t-nṯr-Nbkȝ)[8],
- « Chef des prêtres sous la couronne rouge de Haute-Égypte (?) » (égyptien : Sḫm-ḥm.w-ds̆rt),
- « Ordonnateur des allocations » (égyptien : Wḏ-mdw-(pr)-ḥrj-wḏb)[9],[6],
- « Chef de la redistribution du domaine de la Vie (= appartements royaux ?) » (égyptien : Ḥrj-wḏb-ḥw.t-ˁnḫ)[9],
- « Administrateur territorial de l'État » (égyptien : ˁḏ-mr-n(y)-zȝb)[6],
- « Superviseur de tous les travaux royaux » (égyptien : Jmj-rȝ kȝt-nb nt-nsw.t)[6],
- « Administrateur des équipages » (égyptien : ˁḏ-mr-jzw)[6],
- « Chef des porteurs (de charge) » (égyptien : Ḫrp-msṯtjw)[5].

## Carrière
L'inscription de la tombe d'Akhetaâ est du plus haut intérêt pour les égyptologues et les historiens. Il fournit des titres uniques tels que « Directeur des bassins jumeaux de la maison royale » et des titres rares tels que « Promoteur de Kenmout ». Le premier est contesté, car les spécialistes ne savent pas si l'appellation « bassin jumeau » doit être prise textuellement ou si elle désigne des lacs sacrés représentant la Basse et la Haute-Égypte. L'autre titre, « Promoteur de Kenmout », indique un rôle sacerdotal en tant que porteur de la fourrure de la panthère sacrée du roi. Plus tard, à partir de la Ve dynastie, une divinité nommée Kenmout est connue et peut être trouvée représentée dans le sanctuaire solaire du pharaon Pépi Ier. Cependant, il n'est pas clair si ce dieu est identique au « Kenmout » mentionné dans l'inscription de la tombe d'Akhetaâ.
Au début de sa carrière, il devait être responsable des collectes dans le 22e nome de Haute-Égypte, puis il devient « administrateur territorial de l'État », « gouverneur du domaine » et « directeur des domaines de la couronne rouge », titres liés à des fonctions de d'administration des domaines royaux du Delta. Il dirige alors deux villes de la moitié occidentale du Delta : Ounou dans le secteur de Damanhour et Dep, ville se trouvant dans le secteur dirigé par Metjen. Après ceci, il est possible qu'il soit affecté dans le département chargé de l'approvisionnement du palais royal ; il est alors « ordonnateur des allocations », « chef de la redistribution du domaine de la Vie » et « directeur de la salle à manger (palatine) ». Ces fonctions le placent alors dans l'intimité du roi, ce que transcrivent également ses autres titres : « confident du roi », « directeur du trône », « élève du roi » et « compagnon de la maison royale ». Ensuite, un autre domaine de compétence du fonctionnaire concerne les travaux royaux ; il était ainsi « superviseur de tous les travaux royaux », « administrateur des équipages » (le transport fluvial étant indispensable pour les travaux royaux), « chef des porteurs (de charge) » (titre qui concerne cette fois-ci le transport terrestre) et de « l'un des dix grands de Haute-Égypte » (titre qui lui permet de lever de la main-d'œuvre).
Un autre sujet d'intérêt est le titre de « serviteur de Dieu dans le temple du roi Nebka ». Le nom de Nebka apparaît dans un cartouche royal, une pratique qui n'est par ailleurs connue qu'à partir du règne du roi Houni. Ainsi, il est possible qu'Akhetaâ ait travaillé sous ce roi ou un peu plus tôt. On ne sait pas si Akhetaâ a joué un rôle sacerdotal dans le culte d'un roi vivant ou dans un culte funéraire, une précision qui déterminerait la chronologie incertaine de Nebka en tant que roi du début ou de la fin de la troisième dynastie. Malheureusement, les inscriptions d'Akhetaâ ne mentionnent pas d'autres rois. Cependant, seule une partie de l'ensemble des reliefs de la tombe est conservée aujourd'hui, ce qui laisse ouverte la possibilité que d'autres rois aient effectivement été mentionnés.
Les personnalités contemporaines possibles sont Netjeraperef, Hésirê, Khâbaousokar, Pehernefer et Metjen, qui exerçaient également des fonctions sous Houni et Snéfrou. Toutes leurs inscriptions funéraires révèlent que l'époque des deux rois a dû être très florissante et que l'économie et l'administration ont prospéré.

## Tombeau
L'emplacement géographique exact du mastaba d'Akhetaâ est inconnu. On pense cependant qu'il était autrefois situé à Abousir, car certains blocs ont été retrouvés réutilisés dans la ville. La tombe est considérée comme manquante.